# 内田和成
内田 和成（うちだ かずなり、1951年 - ）は、日本の経営学者・コンサルタント。専門は、競争戦略論・リーダーシップ論。元早稲田大学商学学術院教授。早稲田大学名誉教授。ボストン・コンサルティング・グループシニア・アドバイザー。東京女子大学特別客員教授。

## 経歴
1951年東京都生まれ。千代田区立永田町小学校、東京教育大学附属駒場中学校・高等学校、東京大学工学部電子工学科を卒業後、1984年に慶應義塾大学大学院経営管理研究科 (KBS) を修了し、MBA取得。マーケティングの嶋口充輝ゼミ出身。
日本航空勤務を経て1985年ボストン・コンサルティング・グループ入社、1991年ヴァイス・プレジデント（パートナー）、1999年シニア・ヴァイス・プレジデントを歴任し、2000年6月より2004年12月まで同社日本代表を務める。2006年には米Consulting Magazine誌により「世界の有力コンサルタント25人」に選出される。同年4月より2022年3月まで早稲田大学ビジネススクール教授。2022年4月より、日経ビジネススクール講師。
2023年より東京女子大学特別客員教授。

## 著書

### 単著
- 『デコンストラクション経営革命―ビジネスの興廃を制する』（日本能率協会マネジメントセンター、1998年。ISBN 4-8207-1371-X）
- 『eエコノミーの企業戦略―日本企業復活・30のヒント』（PHP研究所、2000年。ISBN 4-569-61220-2）
- 『仮説思考 BCG流 問題発見・解決の発想法』（東洋経済新報社、2006年。ISBN 4-492-55555-2）
- 『コンサルティング入門』（ゴマブックス、2008年。ISBN 978-4-7771-0647-9）
- 『スパークする思考 右脳発想の独創力』（角川グループパブリッシング、2008年。ISBN 978-4-04-710167-8）
- 『異業種競争戦略』（日本経済新聞出版社、2009年。ISBN 978-4-532-31482-8）
- 『論点思考―BCG流問題設定の技術』（東洋経済新報社、2009年。ISBN 978-4-492-55655-9）
- 『プロの知的生産術』（PHP研究所、2011年。ISBN 978-4-569-79879-0）
- 『早稲田会議―2050年、日本と日本企業が目指す道』（東洋経済新報社、2015年。ISBN 978-4-492-50278-5）
- 『BCG経営コンセプト』（東洋経済新報社、2016年。ISBN 978-4-492-55772-3）
- 『マンガでわかる!仮説思考』（宝島社、2018年。ISBN 978-4-8002-5617-1）
- 『右脳思考』（東洋経済新報社、2019年。ISBN 978-4-492-55786-0）
- 『右脳思考を鍛える』（東洋経済新報社、2019年。ISBN 978-4-492-55791-4）
- 『リーダーの戦い方―最強の経営者は「自分解」で勝負する』（日経BP日本経済新聞出版本部、2020年。ISBN 978-4-532-32051-5）
- 『ビジネススクール意思決定入門』（日経BP、2022年。ISBN 978-4-296-00058-6）

### 共著
- 『「量」の経営から、「質」の経営へ―転換をどう進めるか』常盤文克、小野桂之介共著（東洋経済新報社、2003年。ISBN 4-492-50118-5）
- 『考える力をつくるノート』茂木健一郎、箭内道彦、細谷功、築山節他共著（講談社、2010年。ISBN 978-4-06-216296-8）

### 編著
- 『顧客ロイヤルティの時代』嶋口充輝共編著（同文舘出版、2004年。ISBN 4-495-63971-4）
- 『プロフェッショナルの鍛え方』高橋俊介共編著（ゴマブックス、2009年。ISBN 978-4-7771-0733-9）
- 『1からの戦略論』嶋口充輝、黒岩健一郎共編著（碩学舎、2009年。ISBN 978-4-502-67150-0）
  - 第2版、2016年。ISBN 978-4-502-16741-6
- 『ゲーム・チェンジャーの競争戦略』（日本経済新聞社、2015年。ISBN 978-4-532-31958-8）
- 『顧客ロイヤルティ戦略』余田拓郎、黒岩健一郎共編著（同文舘出版、2015年。ISBN 978-4-495-64721-6）
- 『ゲーム・チェンジャーの競争戦略』（日本経済新聞出版社、2018年。ISBN 978-4-532-19878-7）
- 『イノベーションの競争戦略―優れたイノベーターは0→1か？横取りか？』（東洋経済新報社、2022年。ISBN 978-4-492-53449-6）

### 監修
- 『ジャパニーズ・スピリッツの開国力』竹井善昭著（ダイヤモンド社、2012年。ISBN 978-4-478-02305-1）
- 『物語戦略』岩井琢磨、牧口松二著（日経BP社、2016年。ISBN 978-4-8222-5143-7）

### 訳書
- ロバート・マイヤー著『すごい「議論」力!―これが最強の「論理&心理」術!』（三笠書房、2008年。ISBN 978-4837956853）